# Asiacosa krivokhatskyi
Espèce
Asiacosa krivokhatskyi est une espèce d'araignées aranéomorphes de la famille des Lycosidae.

## Distribution
Cette espèce est endémique de la province de Mary au Turkménistan,. Elle se rencontre vers Badkhyz.

## Description
La carapace du mâle holotype mesure 5,50 mm de long sur 3,75 mm et l'abdomen 4,80 mm de long sur 3,35 mm.

## Systématique et taxinomie
Cette espèce a été décrite par Logunov en 2025.

## Étymologie
Cette espèce est nommée en l'honneur de Victor A. Krivokhatsky.

## Publication originale
- Logunov, 2025 : « Further notes on the wolf spider genus Asiacosa Logunov, 2023 (Aranei: Lycosidae). » Arthropoda Selecta, vol. 34, no 2, p. 273-280.